# 上都賀郡
上都賀郡是栃木縣的一郡。人口6,408人、面積32.00km²（2011年9月1日）。2011年10月1日因無管轄町村而廢止。
廢止前轄有以下1町。
- 西方町